# Austrosimulium crassipes
Austrosimulium crassipes är en tvåvingeart som beskrevs av Tonnoir 1925. Austrosimulium crassipes ingår i släktet Austrosimulium och familjen knott. Inga underarter finns listade i Catalogue of Life.